# Phyllastrephus cerviniventris
Phyllastrephus cerviniventris е вид птица от семейство Pycnonotidae.

## Разпространение
Видът е разпространен в Ангола, Замбия, Демократична република Конго, Кения, Малави, Мозамбик и Танзания.